# 苻融
苻 融（ふ ゆう、Fu Róng、生年不詳 - 383年）は、五胡十六国時代の前秦の皇族。第3代皇帝（天王）の苻堅の末弟で、魏王苻雄の末子。字は博休。諡号は哀公。

## 生涯
伯父の苻健の時期に、陽平公に封ぜられる。兄の苻堅の時期になって、漢族の王猛が丞相に昇格すると、その後任として冀州牧として赴任する。彼は兄の苻堅からの信頼が篤く、冀州全域を統括しその秩序を保った。また、優れた統率力で将兵の信望を得たという。
建元11年（375年）に王猛が病没したために、長安に召還され、侍中・中書監・司隷校尉・太子太傅・録尚書事などを歴任。同時に、兄の苻堅の寵妃の張夫人と甥の中山公苻詵と僧侶の釈道安と共に東晋に遠征しないように懸命に諫言を繰り返したが聞き容れられなかった。
建元19年（383年）の淝水の戦いでは、彼は征南大将軍に任じられて、先鋒隊として20万の兵を率いて、東晋の寿春を攻略した。やがて、兄が率いる本隊が到着して、東晋と決戦に臨んだ。だが、かつて東晋の梁州刺史だった降将の朱序が「秦の大敗北ぞ！大敗北ぞ！」と突如叫んで、再び東晋に帰参して前秦を裏切って苻堅の本隊を襲撃。同時に東晋本隊の攻撃を受けたため、前秦軍は総崩れとなり、苻融は兄と共に敗走するがその最中に戦死した。

## 人物
苻融は兄をよく補佐した。兄が異民族を重用して自らの氐族を遠ざける施策を行っている時には「陛下（苻堅）は鮮卑や羌を可愛がり、彼らをお膝元の畿内に住まわせ、同族である氐を遠方に派兵しておられる。鮮卑らは皆国の賊であり、われらの仇でございます」と泣いて諫言したが、聞き入れられなかった。
また兄が南征を計画した際には、東晋は謝安などの人材が揃い、長江の険に守られているので攻撃はたやすくなく、中原平定の後間が無く将兵が疲れている。鮮卑や羌などの異族を可愛がり、氐族をないがしろにしている現在の状況は国家にとって危ういと諫言したが、これも聞き入れられず南征は強行された。